# Centrale nucleare di Hamaoka
La centrale nucleare di Tsuruga  è una centrale nucleare giapponese situata presso la città di Omaezaki nella prefettura di Shizuoka. L'impianto è composto da 5 reattori, 3 in funzione per 3.473 MW, e 2 spenti per 1.321 MW.
Attualmente è spento per aggiornamenti ai sistemi sismici e per aumentare la sicurezza in caso di eventi imprevisti. Non vi sono precedenti legali in Giappone per cui un impianto sia stato fermato mentre adempie a tutte le normative vigenti.

## Espansione dell'impianto
È prevista l'espansione dell'impianto con un sesto reattore, un ABWR da 1.380 MW

## Aggiornamenti a seguito di Fukushima
A seguito degli eventi all'impianto di Fukushima Dai-ichi, il Primo ministro del Giappone Naoto Kan ha chiesto alla società elettrica Chubu Electric Power di fermare tutti i reattori dell'impianto, essendo situato in una delle zone più sismiche del Paese, finché non saranno attivate misure di sicurezza straordinarie contro i terremoti, misure dovute a seguito dell'evento eccezionale occorso a seguito del terremoto e maremoto del Tōhoku. Secondo i calcoli citati dal governo, c'è l'87% di probabilità che un terremoto di magnitudo 8 colpisca la regione entro 30 anni. Perciò, secondo Kan, la CEPC dovrebbe attivare misure di sicurezza straordinarie a medio e lungo termine nella centrale, per garantire che resista anche a terremoti di questa violenza: fino a quel momento tutti i reattori dovrebbero rimanere spenti. La decisione del governo è stata criticata da più parti: secondo alcuni è troppo precipitosa e non tiene in conto il fabbisogno elettrico dei giapponesi; secondo altri è troppo timida perché si rivolge a una sola delle numerose centrali nucleari presenti nel Paese.
Dopo una breve consultazione per approfondire la questione: uno stop immediato comprometterebbe non solo il rifornimento di elettricità alla popolazione, ma anche le forniture che la CEPC sta fornendo alla Tokyo Electric Power Company, la società ha spento i reattori 4 e 5 (il 3 era già fermo per le normali opere di ricarica e manutenzione). Secondo la compagnia elettrica, lo studio preliminare effettuato a monte della realizzazione dell'impianto ha valutato che il maggior evento storico, riscontrabile nel terremoto dell'Ansei-Tokai del 1854, è stato un maremoto di 6m di altezza, mentre il sito si trova fra i 6 e gli 8m ed è protetto da dune di sabbia tra i 10 ed i 15 m di altezza. Secondo le richieste preliminari, saranno installati altri generatori diesel di emergenza A fine luglio sono poi stati annunciati i piani per aumentare la protezione dello tsunami ed inondazioni, che si dovrebbero completare entro il dicembre 2012. Queste misure consistono nell'erezione di un nuovo muro frangiflutti alto 18m, altri interventi sono l'impermeabilizzazione dei generatori diesel di emergenza, oltre all'installazione di pompe nei sotterranei dell'edificio. Saranno poi raddoppiate le linee elettriche esterne ed un altro set di generatori diesel a 25m, in aggiunta alle misure fisiche, la CEPC sta lavorando per sviluppare modi efficaci per collaborare con le autorità locali e le agenzie, nel caso di un disastro più ampio.